# Mytheresa
Mytheresa – niemieckie przedsiębiorstwo e-commerce, funkcjonujące w branży modowej, z siedzibą główną w Monachium.
Mytheresa oferuje ubrania, torebki, buty i dodatki z kolekcji światowych designerów, takich jak Burberry, Saint Laurent czy Isabel Marant, a także polskiej projektantki Magdy Butrym. Sklep online promuje również kolekcje ekskluzywne i kapsułowe, współpracując z markami takimi jak Off-White, Balenciaga czy Prada.
Mytheresa operuje w ośmiu językach – angielskim, niemieckim, francuskim, włoskim, hiszpańskim, koreańskim, chińskim i arabskim, jednocześnie realizując dostawy do 120 krajów.

## Historia
W 1987 roku Susanne i Christoph Botschen otworzyli w Monachium butik THERESA, oferujący asortyment najbardziej ekskluzywnych marek. W 2006 roku małżeństwo Botschen uzupełniło swój model biznesowy o sklep internetowy Mytheresa. W 2014 roku przedsiębiorstwo stało się częścią Neiman Marcus Group, amerykańskiej multibrandowej sieci domów towarowych.
W rezultacie zmiany wizerunku marki w 2018 roku, sklep stacjonarny również przejął nazwę Mytheresa.

## Dyrekcja
Od 2015 roku dyrektorem naczelnym Mytheresy jest Michael Kliger.